# Ganoderma platense
Ganoderma platense är en svampart som beskrevs av Speg. 1926. Ganoderma platense ingår i släktet Ganoderma och familjen Ganodermataceae.   Inga underarter finns listade i Catalogue of Life.